# Lochfoot
Lochfoot ist eine Ortschaft in der schottischen Council Area Dumfries and Galloway. Sie liegt rund acht Kilometer westlich von Dumfries und 17 Kilometer nordöstlich von Castle Douglas in der traditionellen Grafschaft Kirkcudbrightshire. Direkt südlich grenzt der See Lochrutton Loch an.

## Geschichte
Historisch zu den Ländereien des Clans Maxwell gehörend, befindet sich rund einen Kilometer südöstlich mit dem Tower House Hills Tower eine Festung der Maxwells. Der Wehrturm wurde vermutlich zwischen 1528 und 1566 von Edward Maxwell erbaut.
Im Rahmen der Zensuserhebung 1971 wurden in Lochfoot 166 Personen gezählt.

## Verkehr
Lochfoot ist an einer Nebenstraße der A711 (Dumfries–Argrennan) gelegen. Des Weiteren ist mit der rund einen Kilometer nördlich verlaufenden A75 (Stranraer–Gretna Green) eine überregionale Fernstraße innerhalb kurzer Zeit erreichbar.